# 20 Minutes
Ne doit pas être confondu avec Minute (hebdomadaire).
20 Minutes est un quotidien d'information générale distribué en Espagne, en France et en Suisse, et fondé en 1999.

## Histoire

### Lancement et années 2000
Lancé pour la première fois en langue allemande, à Zurich (Suisse) et Cologne (Allemagne) simultanément, le 13 décembre 1999,, par l'éditeur norvégien Schibsted, il est financé intégralement par la publicité.
L'édition de Cologne disparaît deux mois plus tard, en février 2000, à la suite de procès avec des éditeurs allemands, tandis que Schibsted lance de nouvelles éditions de son quotidien gratuit en Espagne (2001) et en France (2002). À partir de 2008, 20 Minutes devient rentable.

### Années 2010
En 2010, après deux ans de négociations, le quotidien rompt son abonnement au fil d'actualités de l'Agence France-Presse (AFP), n'ayant pu obtenir les prix espérés. Le prix d'un abonnement à l'AFP, de plusieurs centaines de milliers d'euros, est corrélé au nombre d'exemplaires diffusés, et 20 Minutes écoule environ 700 000 exemplaires par numéro. Le quotidien s'abonne alors au fil en français de l'agence Reuters, en désaccord avec ses journalistes, qui trouvent ce fil « plus léger »,. 
Fin 2010, le quotidien a douze éditions locales, la dernière mise en place étant une édition locale à Rennes, où deux journalistes ont été engagés pour s'occuper des deux pages de l'édition consacrées aux actualités locales. Outre ces douze éditions, 20 Minutes développe à partir de 2011 une édition nationale distribuée dans vingt villes moyennes. À l'international, 20 Minutes diffuse quatorze éditions en Espagne, et sept en Suisse. En 2011, 20 Minutes nomme trois nouveaux rédacteurs en chef, un pour les informations générales, un pour les informations régionales, et un pour les créations éditoriales personnalisées.
En 2012, 20 Minutes dépasse le million d'exemplaires vendus[Information douteuse] chaque jour. Le journal annonce en novembre qu'il va diffuser sur huit villes supplémentaires, passant de 32 à 40 zones urbaines, et affirme qu'il est disponible pour plus d'un français sur deux et pour 98 % des actifs urbains. En septembre 2012, 20 Minutes se sépare de Pierre-Jean Bozo, son directeur pour la France, dont la stratégie d'investissement et d'expansion s'oppose à la distribution de dividendes souhaitée par les actionnaires,,.
En 2013, le journal gratuit est déficitaire, après cinq années de résultats positifs. Il enregistre une perte d'1,6 million d'euros, pour un chiffre d'affaires en baisse de 10 %. Le journal emploie deux cents salariés, dont cent journalistes,. Pour pallier la crise de la publicité, le journal veut diminuer ses coûts, avec un projet de suppression de 13 postes, et une distribution qui couvre 36 villes au lieu de 45. La direction veut investir dans le numérique, qu'elle définit comme une nouvelle priorité.
En novembre 2014, le site internet du journal, 20minutes.fr, se classe sixième des sites d'actualité. En décembre 2014, le site reçoit 6,2 millions de visiteurs uniques, selon Médiamétrie,. À titre de comparaison, une étude d'AudiPresse parue en juillet 2014 donne 9,5 millions de visiteurs uniques par mois pour Le Figaro numérique. AudiPresse indique, toutes versions confondues, papier plus numérique, des audiences de 16,53 millions de lecteurs par mois pour Le Figaro, qui a la première place, 16,51 millions de lecteurs pour Femme actuelle, puis 15,36 millions de lecteurs pour 20 Minutes et 14,9 millions de lecteurs pour Le Monde. La direction de 20 Minutes n'envisage pas de basculer au tout internet. Les revenus publicitaires tirés du site représentent 17 %. Mais, en deux ans, le pourcentage des journalistes affectés au numérique est passé de 20 à 85 %,. L'année 2014 se conclut par une marge opérationnelle positive de 900 000 euros. Mais le chiffre d'affaires a de nouveau baissé de 10 %. 
Début 2015, le journal suspend sa parution du mardi pour s'adapter à une baisse du marché publicitaire. Le président du journal déclare que le journal a déjà suspendu des parutions pendant des périodes de congés ou l'été afin de s'adapter à la fluctuation de la demande publicitaire,. En janvier 2017 paraît une étude de l'ACPM et de Médiamétrie, indiquant que, tous supports confondus, Le Figaro, 20 Minutes et Le Monde forment le trio de tête de la presse française.

### Années 2020
En 2020, l'ACPM indique que 20 Minutes fait partie des neuf marques de presse françaises à cumuler plus de 20 millions de lecteur par mois. Avec 22,8 millions de lecteurs mensuels, 20 Minutes se positionne à la seconde place derrière Le Figaro. L'ACPM note que le numérique tire l'audience vers le haut, avec une augmentation de la lecture sur smartphone. 77 % des lecteurs de 20 Minutes consultent le site internet,.
En juin 2021, le journal gratuit lance une nouvelle formule après une année difficile marquée par le confinement lié à la pandémie de Covid-19 et la fuite d'annonceurs. Le président Frédéric Daruty déclare : « On a cessé de paraître pendant le premier confinement, il n'y avait plus personne dehors et nous sommes un média de rue. […] On a perdu 38 % de chiffre d'affaires en 2020 ». Pendant la pandémie, les transports en commun, où est principalement lu 20 Minutes, connaissent une baisse de fréquentation,. D'après Europe 1, le recours « massif » au télétravail a réduit l'audience du journal. La nouvelle formule comprend un ralentissement de la diffusion, qui passe à trois fois par semaine, avec une thématique différente par jour : le lundi, le thème est « conso », le mercredi « environnement » et vendredi « culture ». Un lieu de diffusion important reste les gares, mais désormais sont également ciblés les « espaces de coworking, les commerces de proximité » annonce le président. La nouvelle formule comprend également une nouvelle identité visuelle et une présentation des informations mise au point avec l'aval de lecteurs de 20 Minutes régulièrement consultés.
Le directeur général du média en ligne français est accusé de transphobie après avoir tenu des propos envers une journaliste lors d'une réunion syndicale en mai 2025.

## Caractéristiques
Les études de marché indiquent que les journaux « gratuits » doivent cibler les « jeunes urbains actifs », ce qui explique la distribution dans les grandes villes. Les journaux sont distribués dans les transports en commun dans la plage horaire où les actifs se rendent à leur travail, soit entre 7 h et 9 h, dans les universités, dans la restauration rapide, les centres commerciaux, les parkings, les cinémas… 20 Minutes propose aussi de livrer les entreprises, mais elles doivent avoir une taille suffisante. Les journaux sont distribués sur des présentoirs ou directement au lecteur par des colporteurs. Les jours de distribution correspondent aux jours de travail du lundi au vendredi. Les journaux ne sont pas distribués les jours fériés et pendant les vacances scolaires. 20 Minutes fait appel à partir de 2006 à une entreprise spécialisée, Asterop, qui définit les meilleurs points de distribution et le volume de journaux à y mettre à disposition. Asterop a dans ses bases de données des informations en lien avec le recensement général de la population et des informations sur la nature sociodémographique des emplois.
Les journaux ont une qualité technique au niveau de l'impression, des couleurs et des photos qui est ajustée pour que la publicité puisse être vendue à tout type d'entreprises, par exemple L'Oréal.
Pour diminuer les coûts de création éditoriale, 20 Minutes externalise la rédaction de certaines rubriques.

## Format
20 Minutes est édité sur un format demi-berlinois (23,8 × 32,2 cm).

## Versions

### 20 Minutos(Espagne)
Quatorze éditions en espagnol à Alicante, Barcelone, Bilbao, Cordoue, Grenade, La Corogne, Madrid, Malaga, Murcie, Séville, Saragosse, Valence, Valladolid, Vigo.

### 20 Minutes(France)
Codétenu par le groupe SIPA - Ouest-France et par le groupe Rossel. Onze éditions en français à Bordeaux, Lille, Lyon, Marseille, Montpellier, Nantes, Nice, Paris, Rennes, Strasbourg, Toulouse. Le quotidien édite également une version numérique du journal sur Internet. L'édition de Grenoble est arrêtée en 2013.

### 20 Minutes(Suisse)
Détenu par Tamedia. Deux éditions en français à Genève et à Lausanne, cinq en allemand à Berne, Bâle, Lucerne, Saint-Gall, Zurich et une en italien à Lugano.

## Capital
20 Minutes est lancé en 2002 par le groupe norvégien Schibsted allié au Groupe Sipa - Ouest-France. En 2016, le groupe Rossel rachète à Schibsted ses parts, soit 49,3 % du total des actions. Le groupe Sipa possède lui toujours également 49,3 % de 20 Minutes,,.